# هولدن وی‌کی کمودور

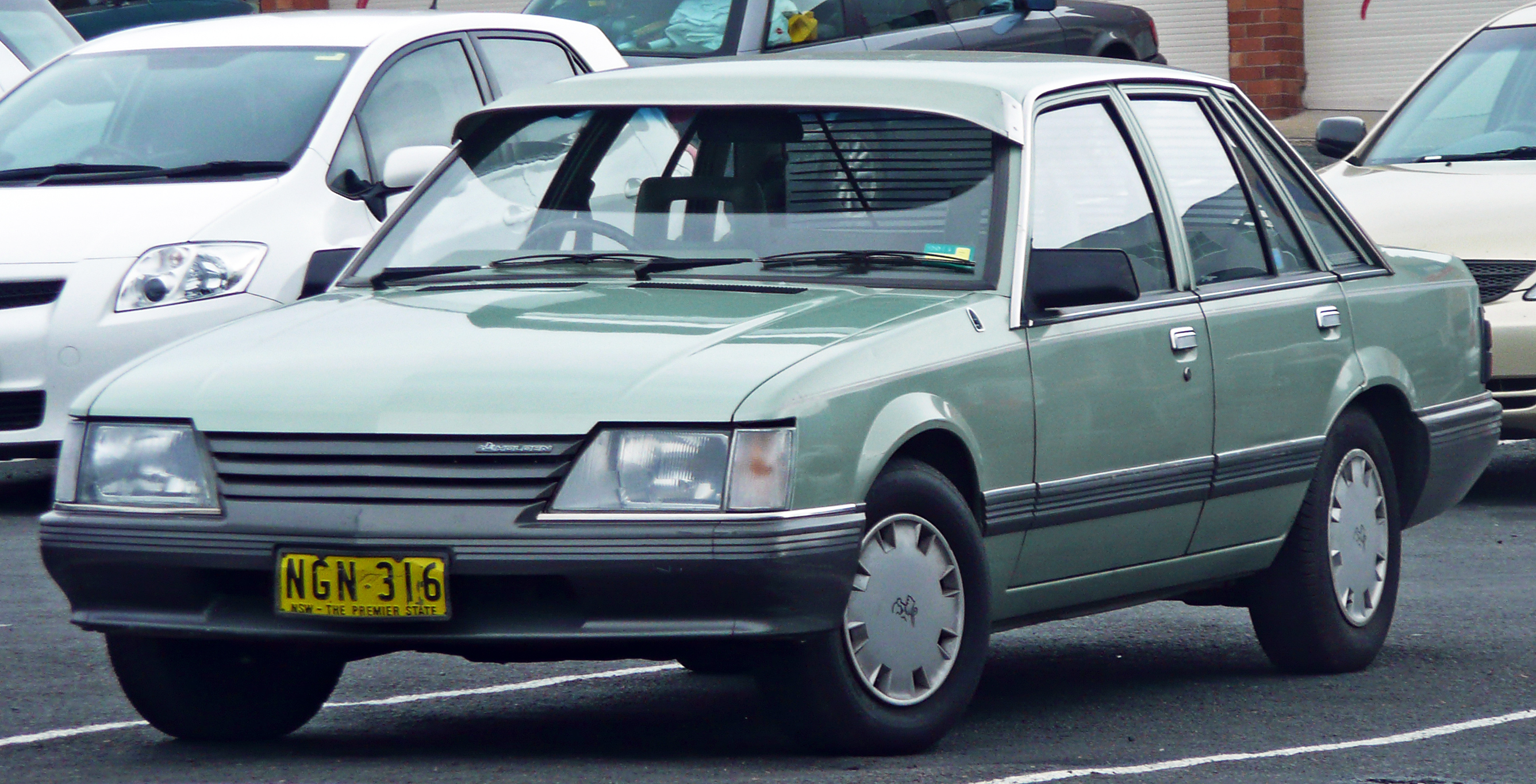

هولدن وی‌کی کمودور (Holden VK Commodore) خودرویی است که در سال‌های فوریه ۱۹۸۴ تا February ۱۹۸۶در استرالیا و استرالیا تولید شده‌است. طول آن در حالت طبیعی ۴٬۷۱۴ میلیمتر (۱۸۵٫۶ اینچ) است. سیستم جعبه‌دندهٔ آن ۳ دنده به دو صورت خودکار و دستی است.

## نگارخانه

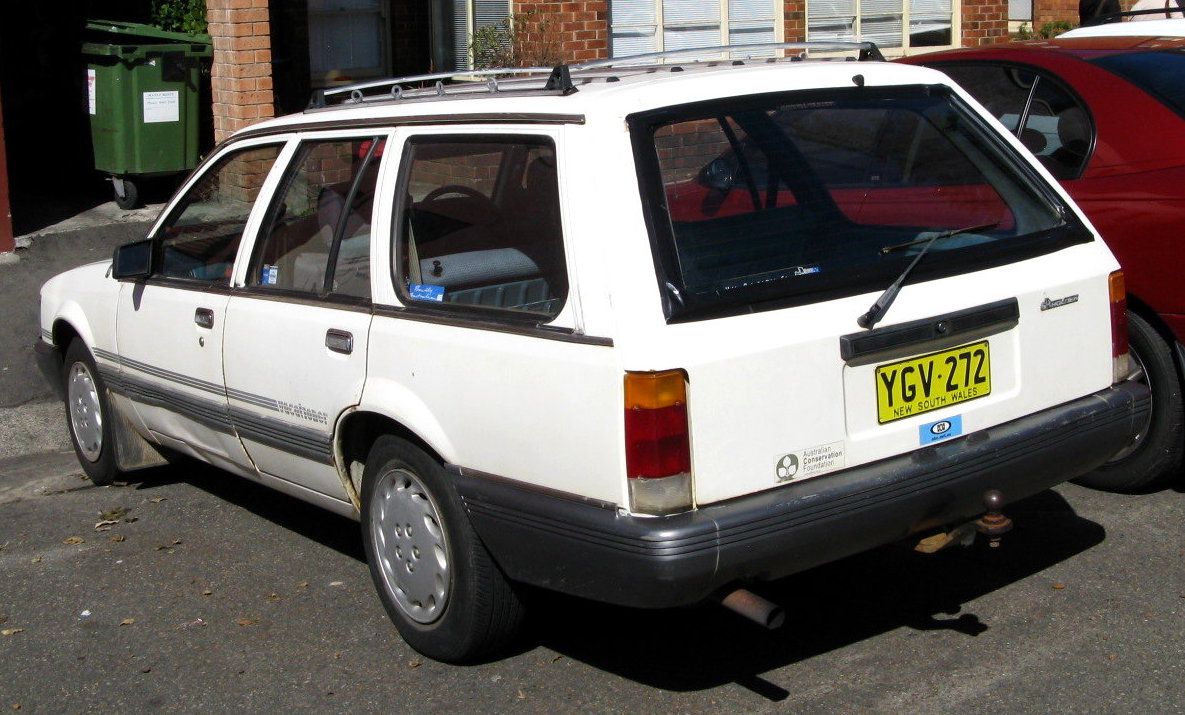
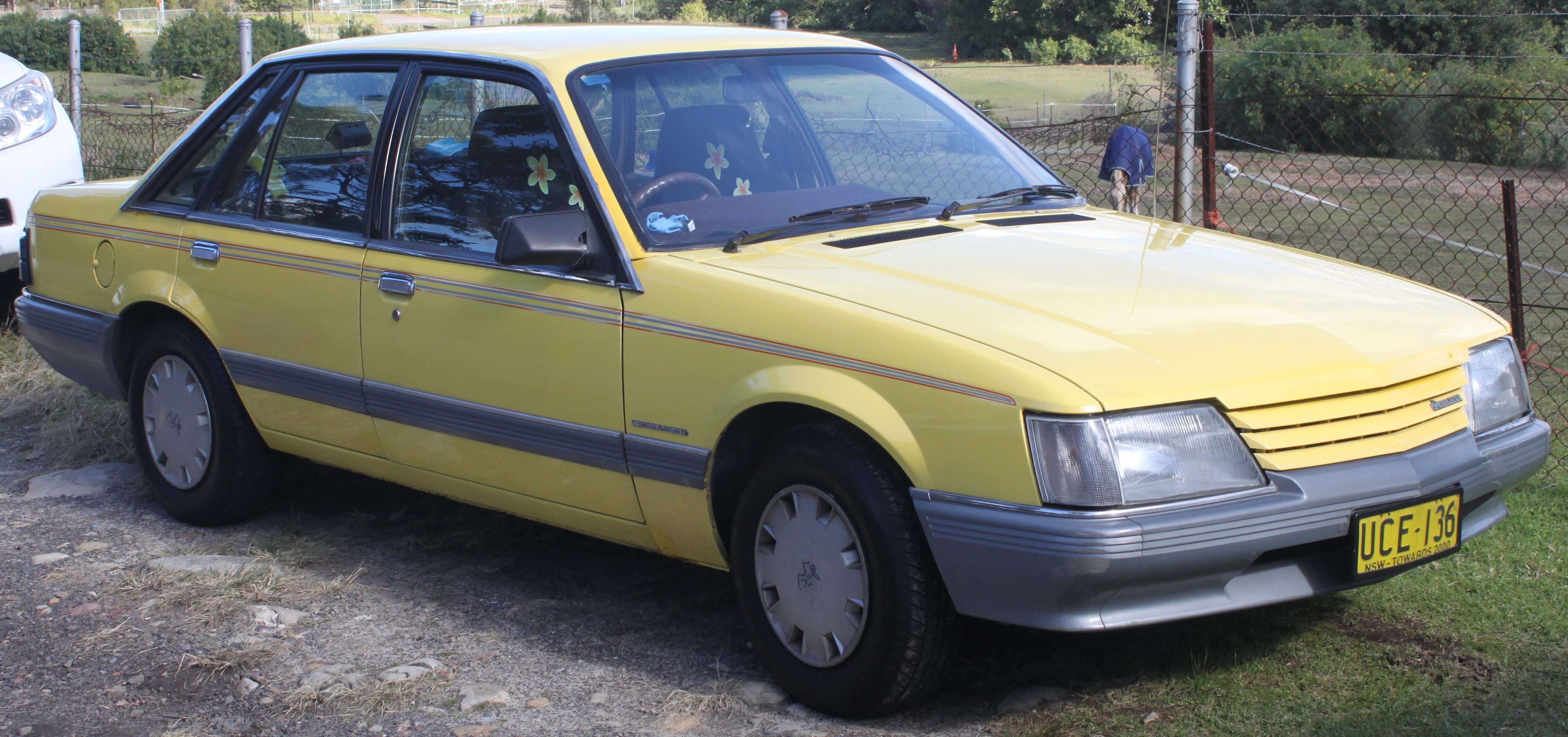
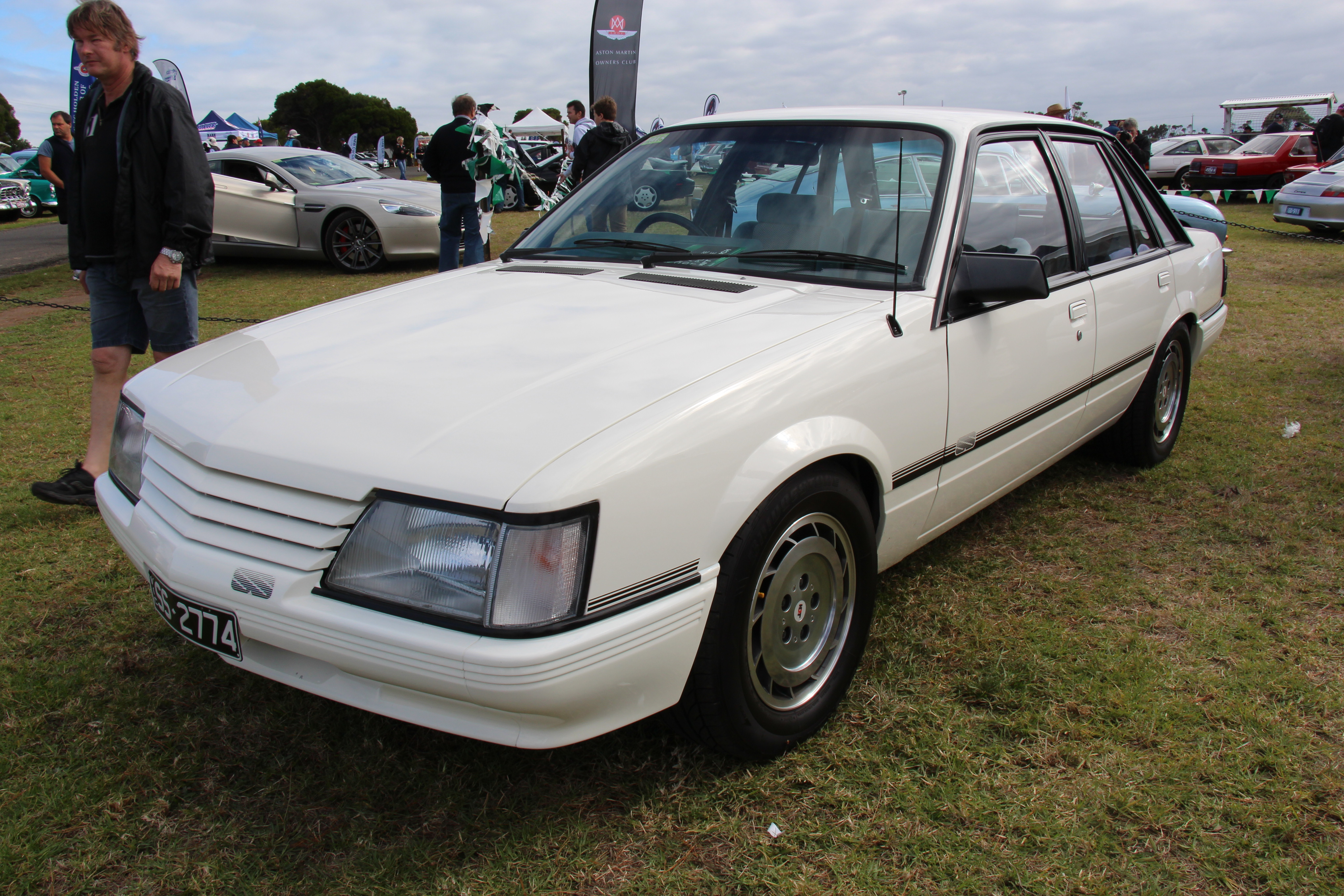
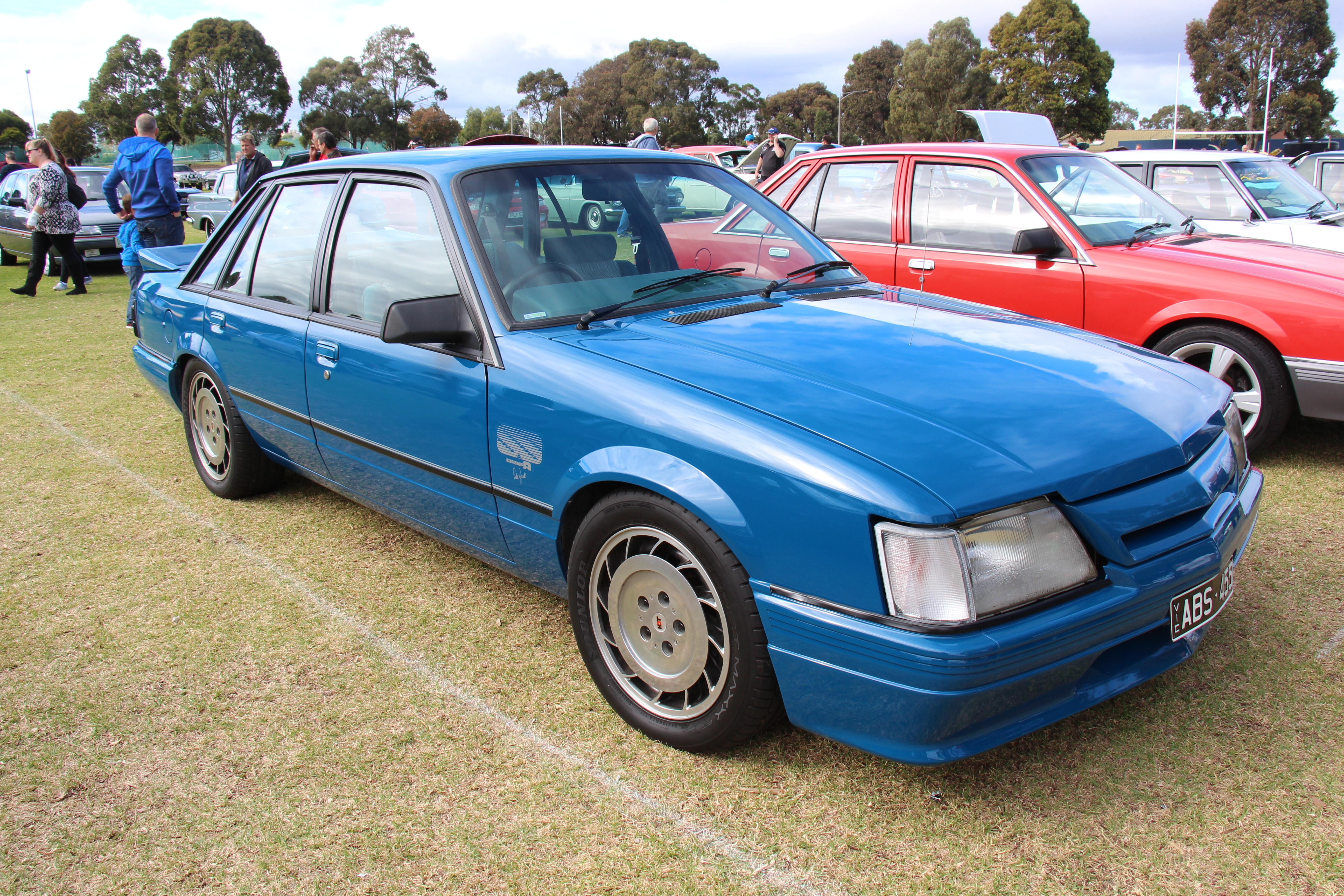
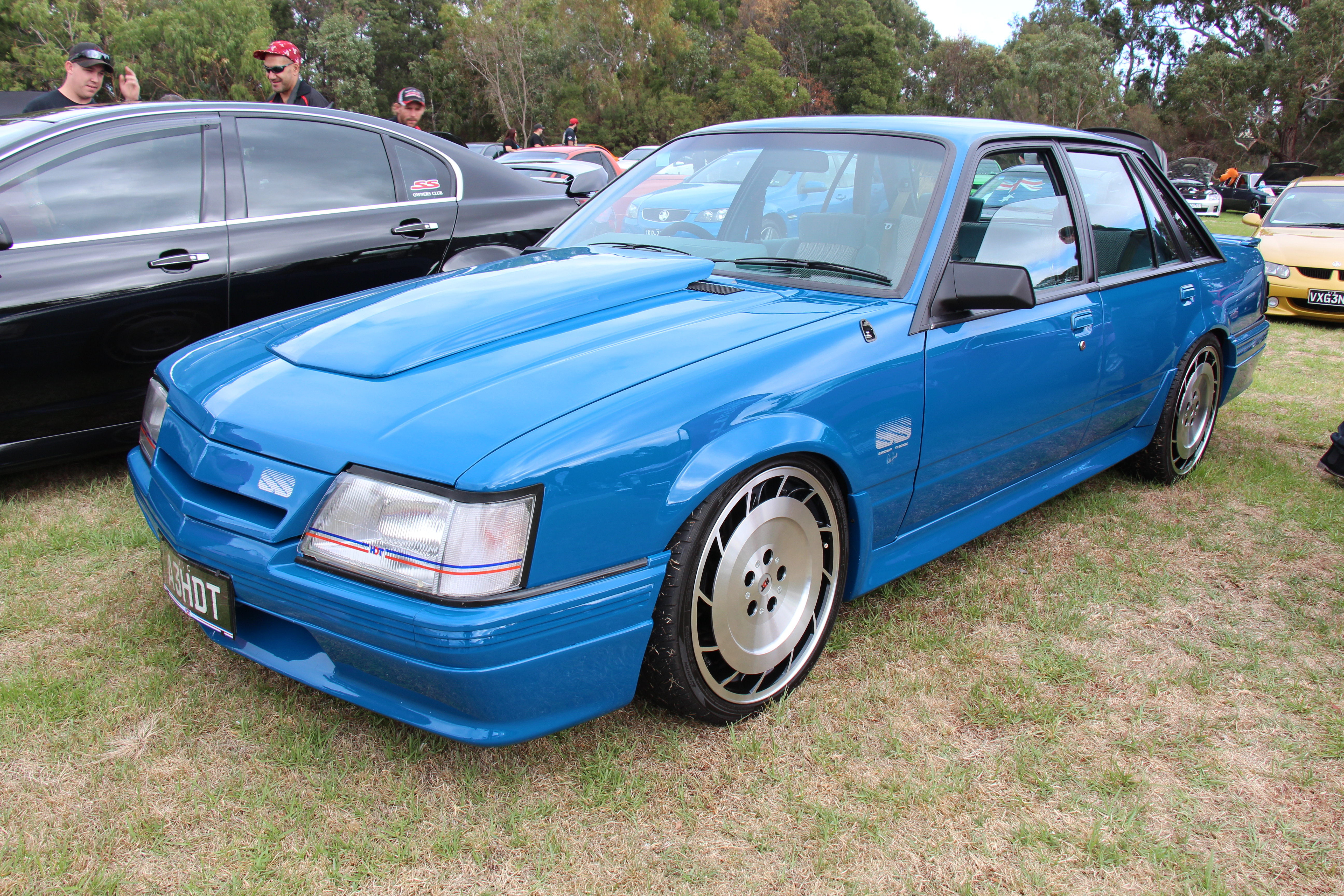
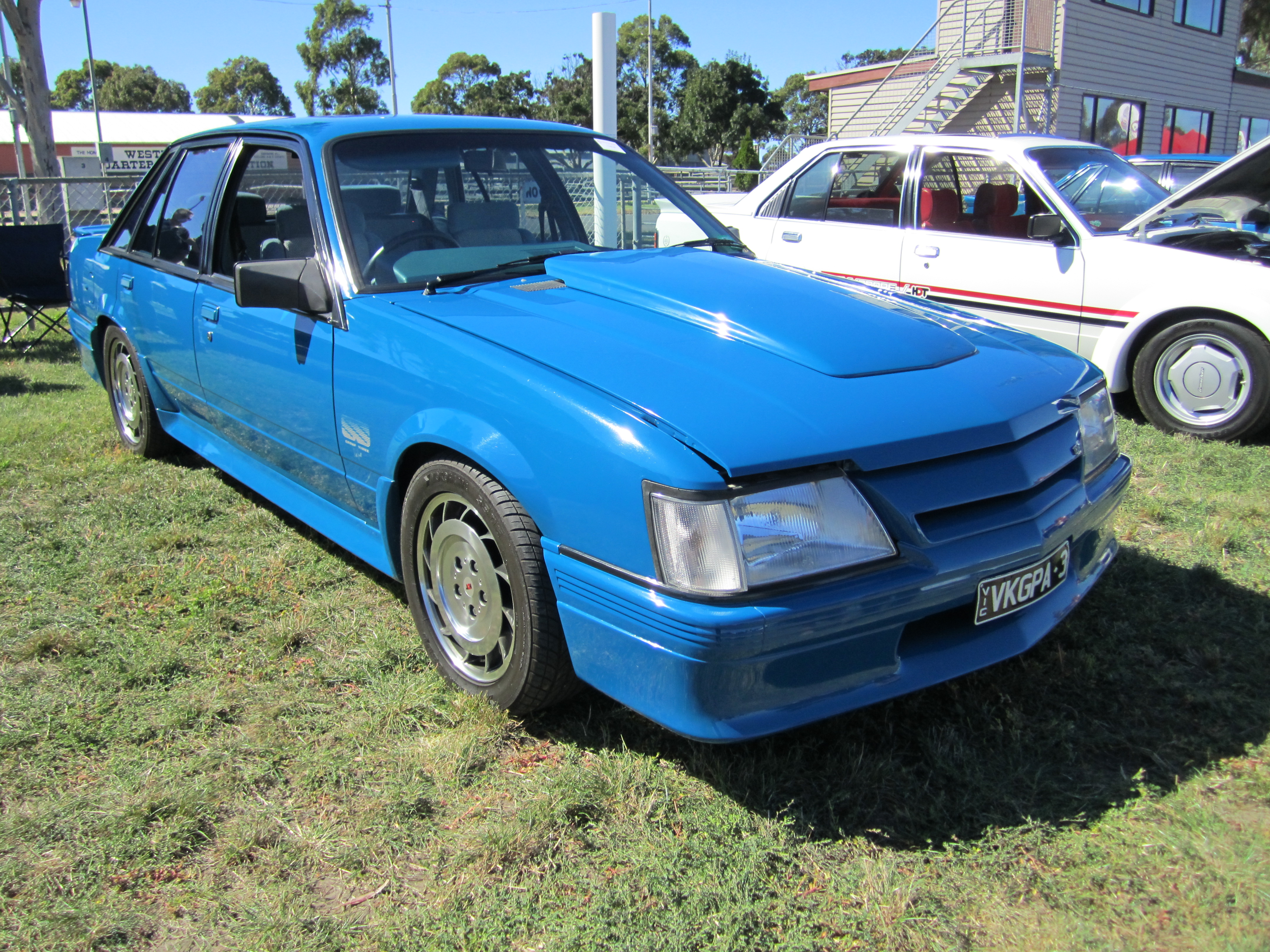
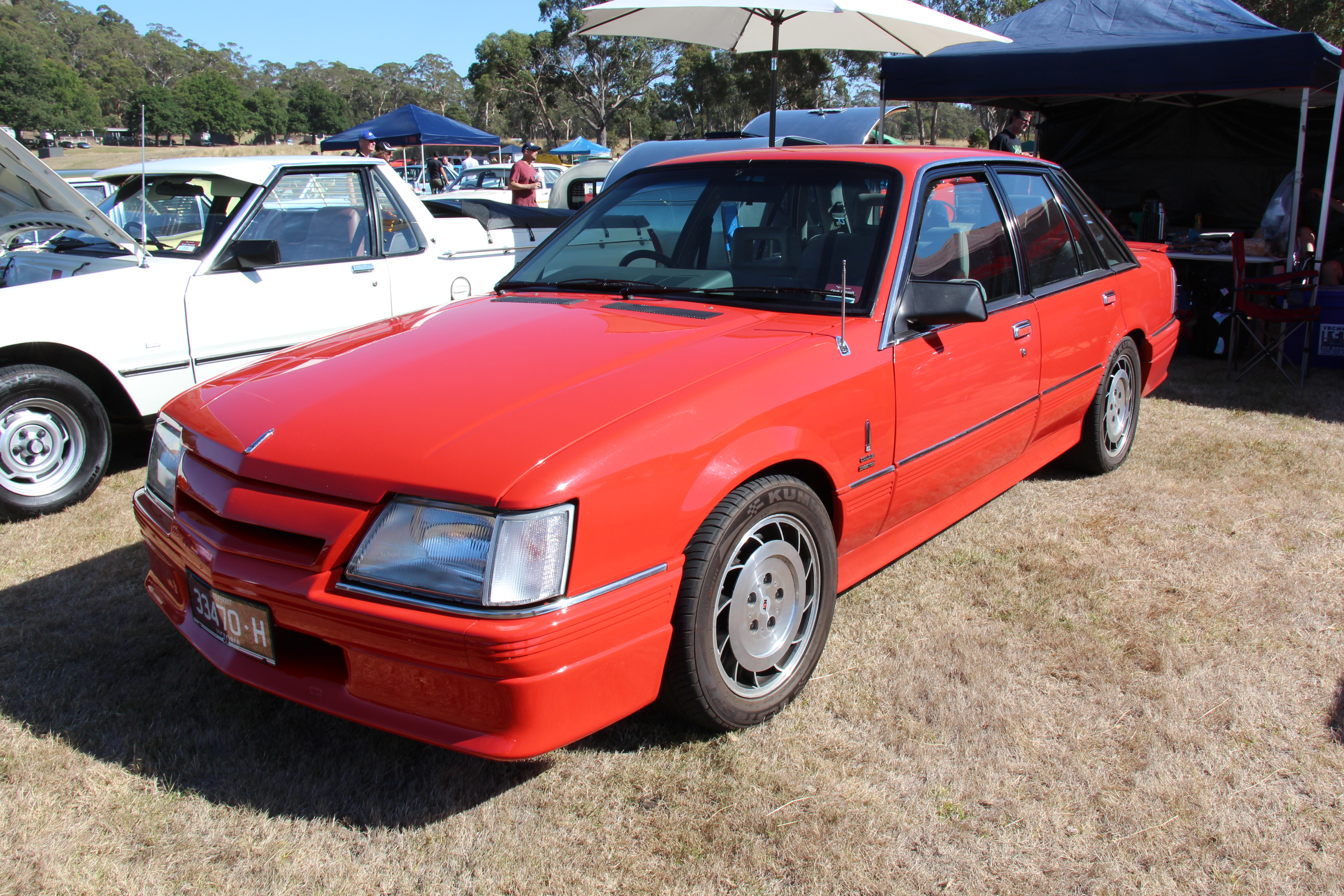
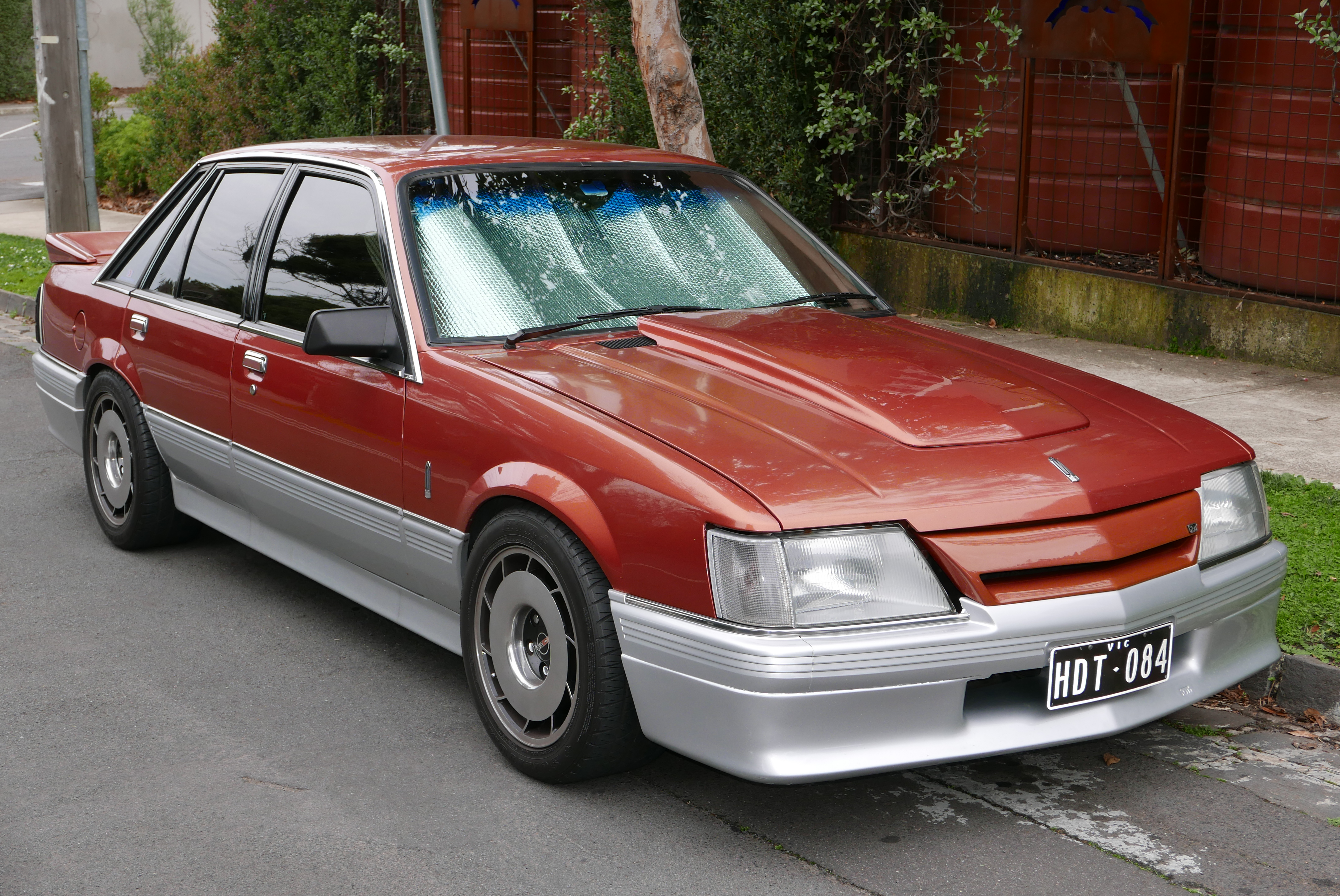